# Yellow Rose
Yellow Rose (bra: Rosa Amarela) é um filme de drama musical filipino-estadunidense de 2019 co-escrito e dirigido por Diane Paragas. É produzido por Cecilia R. Mejia, Diane Paragas, Rey Cuerdo, Orian Williams e Jeremiah Abraham. O filme é estrelado por Eva Noblezada, Dale Watson, Princess Punzalan, e Lea Salonga. A trama segue Rose, uma imigrante ilegal filipina, que sonha em deixar sua pequena cidade em Texas para perseguir seus sonhos de música country. Seu plano fica suspenso quando o Serviço de controle de Imigração e alfândega ela leva sua mãe e Rose é forçada a fugir para Austin, Texas.

## Elenco
- Eva Noblezada como Rose Garcia
- Lea Salonga como Gail Garcia
- Dale Watson como ele mesmo
- Princess Punzalan como Priscilla Garcia
- Gustavo Gomez como Jose
- Libby Villari como Jolene
- Liam Booth como Elliot Blatnik

## Produção
Em maio de 2019, foi anunciado que o filme seria lançado no Los Angeles Asian Pacific Film Festival em 2 de maio de 2019. A diretora e roteirista Diane Paragas disse a repórteres que o filme está em andamento desde 2004. Também foi anunciado que Paragas cantaria na trilha sonora, assim como Eva Noblezada, Lea Salonga e Dale Watson.

## Lançamento
Yellow Rose estreou no Los Angeles Asian Pacific Film Festival em 2 de maio de 2019. Foi exibido em vários outros festivais de cinema internacionalmente. Ganhou treze prêmios em festivais de cinema, destacando especialmente a direção de Paragas e as atuações de Noblezada e Salonga. Embora o lançamento nos cinemas do filme tenha sido adiado devido à pandemia COVID-19, foi lançado em 9 de outubro de 2020. Yellow Rose é um dos primeiros filmes filipino-estadunidenses lançados por um grande estúdio de Hollywood em um lançamento nas salas de cinema.

## Recepção

### Bilheteria
Yellow Rose estreou em nono lugar nas bilheterias dos Estados Unidos, arrecadando US$ 150.330 em 900 cinemas durante seu fim de semana de lançamento.

### Resposta da crítica
No site agregador de críticas Rotten Tomatoes, o filme obteve um índice de aprovação de 87% com base em 55 críticas, com uma classificação média de 7,2/10. O consenso dos críticos do site web diz: “uma história coming-of-age com uma reviravolta oportuna, Yellow Rose oferece uma perspectiva nova – e docemente gratificante – sobre a experiência dos imigrantes”. No Metacritic, o filme obteve uma pontuação média de 70 sobre 100, baseado em 14 críticas, o que indica “críticas geralmente positivas”.